# Le montagne della follia (manga)
Le montagne della follia (狂気の山脈にて ラヴクラフト傑作集?, Kyōki no sanmyaku nite Ravukurafuto kessaku-shū) è un manga di Gō Tanabe pubblicato in Giappone sulla rivista Comic Beam di Enterbrain dal 2016 al 2017 e poi raccolto in quattro volumi tankōbon. Si tratta di un adattamento dell'omonimo romanzo horror del 1936 scritto da Howard Phillips Lovecraft.

## Trama
Una squadra di scienziati organizzata dalla Miskatonic University raggiunge il continente antartico per una missione di esplorazione. Lungo il loro cammino fanno una scoperta eccezionale: tra i ghiacci perenni individuano una catena montuosa dalle cime nere in cui rinvengono una antica e ignota città dove dimora un'orrenda creatura.

## Pubblicazione
Il manga, adattato e disegnato da Gō Tanabe, è stato pubblicato in Giappone sulla rivista Comic Beam di Enterbrain dal 12 settembre 2016 al 10 novembre 2017 e poi raccolto in quattro volumi tankōbon. Un'edizione italiana è stata edita nel 2019 dalla casa editrice Edizioni BD sotto l'etichetta J-Pop, ed è disponibile in quattro volumi acquistabili separatamente o in un cofanetto.

### Volumi
| Nº | Data di prima pubblicazione | Data di prima pubblicazione | Data di prima pubblicazione | Data di prima pubblicazione |
| Nº | Giapponese                  | Giapponese                  | Italiano                    | Italiano                    |
| -- | --------------------------- | --------------------------- | --------------------------- | --------------------------- |
| 1  | 24 ottobre 2016             | ISBN 978-4-04-728316-9      | 13 marzo 2019               | ISBN 978-88-3275-681-4      |
| 2  | 25 gennaio 2017             | ISBN 978-4-04-734440-2      | 10 aprile 2019              | ISBN 978-88-3275-682-1      |
| 3  | 24 luglio 2017              | ISBN 978-4-04-734730-4      | 8 maggio 2019               | ISBN 978-88-3275-683-8      |
| 4  | 11 dicembre 2017            | ISBN 978-4-04-734934-6      | 5 giugno 2019               | ISBN 978-88-3275-684-5      |

## Accoglienza
Le montagne della follia è stato classificato come uno dei migliori nuovi manga per adulti al Comic-Con International 2019.
Lynzee Loveridge di Anime News Network recensì l'intera serie sostenendo che riusciva a stabilire un senso di terrore profondamente inquietante e i disegni miglioravano sapientemente il confine che vi era tra il familiare e la follia, tuttavia criticò il fatto che riaffermava i peggiori pregiudizi di H.P. Lovecraft, ovvero il razzismo, la schiavitù e il classismo.